# Лельма
Лельма — река в Няндомском районе Архангельской области России, левый приток реки Моша (бассейн Онеги).
Длина реки составляет 88 км, площадь водосборного бассейна — 1270 км². Исток — Кенгозеро. Притоки: Недзюга (Новзюга, Недюга, Нергюга), Пелевка, Чаженьга, Ола, Коськин.

## Топографическая карта
- Лист карты P-37-XVII,XVIII Пуксоозеро. Масштаб: 1 : 200 000. Указать дату выпуска/состояния местности.